# Trần Hạo Dân
Trần Hạo Dân (tiếng Trung: 陳浩民, tiếng Anh: Benny Chan Ho-man, sinh ngày 7 tháng 10 năm 1969) là một nam diễn viên kiêm ca sĩ người Hồng Kông. Anh từng là diễn viên độc quyền của đài truyền hình TVB.

## Sự nghiệp diễn xuất
Sau khi tốt nghiệp đại học ngành khoa học xã hội, Trần Hạo Dân làm việc tại một công ty tài chính . Một lần, khi đang dạo phố, anh được một người chuyên săn lùng diễn viên phát hiện. Ông đã mời anh diễn minh họa cho các ca khúc karaoke. Sau đó, anh đoạt được giải tư trong cuộc thi karaoke năm 1992 của Polygram. Trần Hạo Dân chính thức gia nhập làng giải trí khi được mời đóng quảng cáo cho hãng nước giải khát nổi tiếng tại Hồng Kông Vitasoy và giành được giải thưởng "Nam diễn viên xuất sắc nhất" với mẫu quảng cáo ấy. Sau đó, anh ký được hợp đồng thu âm với hãng Star Records và phát hành đĩa đơn đầu tiên vào năm 1995.
Năm 1996 Trần Hạo Dân vào vai Đoàn Dự thư sinh của bộ phim Thiên long bát bộ . Thành công của vai diễn giúp Trần Hạo Dân nổi danh khắp châu Á. Kể từ đó, anh đã tham gia rất nhiều bộ phim của hãng TVB. Ngoài vai Đoàn Dự, Trần Hạo Dân còn có những vai diễn đáng chú ý như: Lý Na Tra (phim Đát Kỷ Trụ Vương), hay Tôn Ngộ Không (phim Tây Du Ký phần II).
Năm 1998 rời Star Records, sang Trung Quốc, Đài Loan phát triển sự nghiệp. Bộ phim đầu tiên của anh ở Trung Quốc là phim "Ngân thử" - một vai diễn hoàn toàn khác với những vai đã đóng trước đây ở TVB . Sau đó, Trần Hạo Dân đóng phim "Càn Long du Giang Nam", trong vai vua Càn Long .
Cuối năm 2008, Trần Hạo Dân quyết định rời khỏi hãng phim TVB. Nhờ những tiếng vang của các bộ phim từng đóng ở TVB, Trần Hạo Dân nhanh chóng tìm được chỗ đứng trong làng giải trí Trung Quốc, xếp thứ 4 trong số 100 diễn viên được yêu thích nhất tại Trung Quốc năm 2015.
Trần Hạo Dân đã trở thành gương mặt Hồng Kông sáng giá trong dòng phim truyền hình Trung Quốc, vì anh là diễn viên Hồng Kông đầu tiên đảm nhận vai chính trong một bộ phim được phát sóng trên đài Truyền hình Trung ương Trung Quốc.
Tại Trung Quốc, sau khi Thiên long bát bộ, Ngân thử, Chuyện tình trên mạng, Trang Cơ công chúa… công chiếu, trong một số cuộc thăm dò, bỏ phiếu trên mạng Internet Trung Quốc, cái tên Trần Hạo Dân có khi qua mặt cả hai ngôi sao Cổ Thiên Lạc và Lưu Đức Hoa. Trần Hạo Dân cũng đạt được danh hiệu Nam diễn viên Hồng Kông đáng yêu nhất trong mắt khán giả màn ảnh nhỏ Trung Quốc. Nhưng theo anh: "Ngoại hình không phải là tất cả, thái độ và cách cư xử khi làm việc và trong cuộc sống của mình như thế nào mới là điều quan trọng. Tôi không cho rằng mình đẹp trai, nhưng được bình chọn như vậy cũng cảm thấy thú vị".

## Vai diễn đáng chú ý
- Vai Đoàn dự trong thiên long bát bộ (1996)
- Vai Tôn Ngộ Không trong Tây Du Ký (ll) (1998)
- Vai Lý Na Tra trong Đát Kỷ Trụ Vương (2001)
- Vai Tế Điên trong Tân Tế Công (2010-2011)

## Sự nghiệp ca hát
Bài hát nổi tiếng nhất của Trần Hạo Dân là bài hát "Chọn một ý niệm" - ca khúc chủ đề của bộ phim Tây Du Ký II. Anh cũng hát chủ đề cho các phim Càn long du Giang Nam, Truyền thuyết người và rồng, Chuột bạc, Đát Kỷ Trụ vương....
Vào cuối năm 2005, với ca khúc "Biển tình mênh mông" trích từ album cùng tên, Trần Hạo Dân đã đánh bại Lý Khắc Cần, Cổ Cự Cơ, Vương Lực Hoành và các nghệ sĩ tài năng khác để giành giải "Nam ca sĩ xuất sắc nhất khu vực Hồng Kông và Đài Loan" và "Best Song Overseas". Hơn nữa, ca khúc còn đoạt giải "Top 10 ca khúc hay nhất" và "Highest Broadcasted Frequency in KTV".

## Chuyện tình cảm
Năm 2006, Trần Hạo Dân chia tay với mối tình dài bốn năm với nữ diễn viên Xa Thi Mạn, người đã được anh tiến cử cho vai nữ chính trong phim "Càn Long du Giang Nam".
Ngoài ra, anh từng có tin đồn với những nữ diễn viên nổi tiếng như: Diệp Tuyền, Phạm Băng Băng.
Với Diệp Tuyền, Hạo Dân có dịp làm quen với cô khi tham gia đóng chung các phim: Đát Kỷ Trụ Vương, Chuyện tình trên mạng. Mối quan hệ của họ từng làm hao tốn không biết bao nhiêu giấy mực của giới báo chí vì với Diệp Tuyền cô luôn thừa nhận "Cô rất ngưỡng mộ lối diễn xuất và phong cách dí dỏm của anh".
Còn với Phạm Băng Băng, tại phim trường Trung Quốc người đẹp Phạm Băng Băng lúc nào cũng vai kề vai với Trần Hạo Dân mặc dù cô không có vai diễn. Về phía Hạo Dân luôn khen Phạm cô nương là cô gái xinh đẹp và có khí chất nhưng miệng lại chối bỏ tình cảm của hai người.

## Gia đình
Hiện tại anh đang sống với vợ là Tưởng Lệ Sa và bốn con
- Con gái: Trần Nhã Nhu (陈雅薷 / Elizabeth Chan)
- Con trai: Trần Cảnh Hiên (Cyrus Chan)
- Con gái: Trần Nhược Yên (Isabella Chan)
- Con gái: Trần Hy Vân (Victoria Chan)

## Các phim đã tham gia

### Phim truyền hình
| Năm  | Phim                                              | Vai diễn                                           | Bạn diễn | Số tập | Ghi chú                       |
| ---- | ------------------------------------------------- | -------------------------------------------------- | --- | ------ | ----------------------------- |
| 1997 | Thiên Long Bát Bộ                                 | Đoàn Dự                                            | Huỳnh Nhật Hoa, Phàn Thiếu Hoàng, Lý Nhược Đồng, Trương Quốc Cường. | 45     |                               |
| 1998 | Truyền Thuyết Liêu Trai 2                         | Thạch Thiên Sinh, Tang Hiểu                        | Lương Tiểu Băng, Lữ Tụng Hiền, Mạch Trường Thanh, Lưu Ngọc Thúy, Trương Tuệ Nghi. | 40     |                               |
| 1998 | Tây Du Ký 2                                       | Tôn Ngộ Không                                      | Giang Hoa, Lê Diệu Tường, Mạch Trường Thanh | 42     |                               |
| 1999 | Lực lượng đặc biệt                                | Thường Kiện Khang                                  | Ngô Nghị Tướng, Thiệu Mỹ Kỳ, Lê Diệu Tường, Tô Ngọc Hoa, Hồng Thiên Minh | 22     |                               |
| 1999 | Truyền thuyết người và rồng                       | Diệp Hy                                            | Tiền Gia Lạc, Viên Khiết Doanh, Trương Xán Duyệt, Lưu Ngọc Thúy, Tạ Thiên Hoa, La Lạc Lâm, Tào Chúng, La Quán Lan, Nguyên Hoa, Lưu Gia Huy                                                                          | 20     |                               |
| 1999 | Công Chúa Trang Cơ                                | Triệu Võ (Trình Bát)                               | Hà Gia Kính, Tần Phong, Vương Tư Ý | 24     |                               |
| 2000 | Lực lượng phản ứng 2                              | Thường Kiện Khang                                  | Gregory Charles Rivers, Hà Vận Thi, Mã Đức Chung | 32     |                               |
| 2001 | Cuộc đời tươi đẹp                                 | Lưu Nhị Sách                                       | Lâm Gia Đống, Quách Khả Doanh, Diệp Tuyền, Mễ Tuyết, Trần Kiện Phong, Trương Xán Duyệt, Thi Niệm Từ, Hạ Vũ, Hồ Phong, Vu Dương, Huỳnh Quế Lâm, Vi Gia Hùng                                                          | 45     |                               |
| 2001 | Đát Kỷ Trụ Vương                                  | Lý Na Tra                                          | Diệp Tuyền, Ôn Bích Hà, Nguyên Hoa, Tiền Gia Lạc, Uyển Quỳnh Đan | 40     |                               |
| 2001 | Khôi phục giang sơn                               | Lý Long Cơ (Cao Nhị)                               | Văn Tụng Nhàn, Dương Di, Mạch Trường Thanh, La Quán Lan, La Lan, Lý Quốc Lân, Liêu Khải Trí, Lạc Ứng Quân | 20     |                               |
| 2002 | Ngân thử                                          | Cừu Ẩn                                             | Điền Hải Dung | 26     |                               |
| 2002 | Lặng lẽ yêu em                                    | Triệu Chánh Lỗi                                    | Chung Hán Lương, Tae | 30     |                               |
| 2003 | Trí dũng song hùng                                | Đào Triển Hùng (Đào Đại Hùng)                      | Mã Đức Chung, Quách Khả Doanh, Lâm Bảo Di, Dương Di, Diêu Doanh Doanh, Quách Chính Hồng, Đường Ninh, Hàn Quân Đình, Mạch Trường Thanh,, Hàn Mã Lợi, Huỳnh Trạch Phong, Trương Tùng Chi, Lâm Kính Cương, Ngô Trác Hi | 30     |                               |
| 2003 | Càn Long du Giang Nam                             | vua Càng Long                                      | Xa Thi Mạn, Từ Hoài Ngọc, Gia Nhất Bình | 30     |                               |
| 2003 | Nắm tay nhau đến ngày mai                         | Trương Quân Hoa                                    | Tiêu Thục Thận |        |                               |
| 2003 | Bay cùng em                                       | Phan Bân Bân                                       | Xa Thi Mạn, Triệu Tân, Tiết Giai Ngưng, Quách Phi Lệ | 22     |                               |
| 2004 | Lục chỉ cầm ma                                    | Lữ Lân                                             | Ninh Tịnh, Ngô Kỳ Long, Thường Thành, Hy Mỹ Tứ. | 25     |                               |
| 2004 | Bầu trời mơ ước                                   | Cao Chấn Vũ                                        | Trương Ngọc Hoa, Giang Tổ Bình, Đà Tông Hoa, Trương Quỳnh Tư, Long Thiên Tường, Câu Phong | 21     |                               |
| 2005 | Kiếm xuất Giang Nam                               | Mộ Dung Chân                                       | Vương Ban | 35     |                               |
| 2005 | Chuyện tình trên mạng                             | Hà Gia Lâm                                         | Diệp Tuyền | 20     |                               |
| 2005 | Yên hoa tam nguyệt                                | Nạp Lan Dung Nhược                                 | Cao Viên Viên, Đỗ Vũ Lộ, Châu Hác Lôi, Lã Hành, Trương Na, Trương Thần Quang | 32     |                               |
| 2006 | Kỳ án nhà Thanh                                   | Huỳnh Thiên Bá                                     | Âu Dương Chấn Hoa, Quách Khả Doanh, Dương Di, Văn Tụng Nhàn, Lữ San, Diêu Doanh Doanh, Hàn Mã Lợi, Lỗ Văn Kiệt, Trần An Doanh, Cổ Minh Hoa, Âu Thoại Vỹ, Tăng Vỹ Quyền, Quách Phong                                 | 20     |                               |
| 2006 | Cỗ máy tình yêu                                   | Kì Danh Viễn                                       | Trịnh Gia Du | 16     |                               |
| 2006 | Bí mật bảo tàng                                   | Hà Tuấn Phong                                      | Dương Tư Kỳ, Đường Văn Long, Chung Gia Hân, Âu Cẩm Đường, Diêu Doanh Doanh, Hồ Phong, Lưu Giang, La Lạc Lâm, Trình Khả Vi                                                                                           | 20     |                               |
| 2006 | Đại Thanh hậu cung                                | Vinh Quảng Hải                                     | Huỳnh Duy Đức, Hồ Tĩnh, Trần Tú Lệ, Trần Vỹ, Y Năng Tịnh | 45     |                               |
| 2007 | Thuật tiên tri                                    | Diệp Dương                                         | La Mẫn Trang, Lý Thi Hoa | 20     |                               |
| 2007 | Thực thần                                         | Giáo sư Từ                                         | | 30     |                               |
| 2007 | Liêu trai 2                                       | Hác Thiên Toàn                                     | Lâm Tĩnh, Thi Vũ, Chung Thục Huệ | 36     | 40 tập (Bản DVD)              |
| 2007 | Sở Lưu Hương truyền kỳ                            | Hồ Thiết Hoa                                       | Chu Hiếu Thiên, Tôn Phi Phi, Hồ Tĩnh, Lưu Giai | 42     |                               |
| 2007 | Deep Affection Life                               | Hạng Thiếu Dương                                   | Hàn Tuyết | 30     |                               |
| 2007 | Duyên tình                                        | Phùng Khoan                                        | Giả Thanh, Kim Giai, Mao Lâm Dĩnh, Ngô Đại Dung, Trần Tú Văn |        |                               |
| 2009 | Truyền tích thần kỳ                               | Thạch Cảm Đang                                     | Trần Cẩm Hồng, Chung Gia Hân, Hồ Định Hân, Âu Cẩm Đường, Huệ Anh Hồng | 22     | 42 (Bản 30 phút)              |
| 2009 | Ái mộng điện ảnh 4                                | Hồ Thanh Dương                                     | |        | TV Movie                      |
| 2009 | Đa tình nữ nhân si tình nam                       | Bằng Khoan                                         | Giả Thanh | 35     |                               |
| 2009 | Bao Thanh Thiên: Thông Phán Kiếp                  | Đường Chân                                         | Kim Siêu Quần, Hà Gia Kính, Phạm Hồng Hiên | 47     |                               |
| 2010 | Bao Tam Cô ngoại truyện                           | Thư Sinh                                           | Lý Ỷ Hồng, Vu Ba, Chương Linh Chi | 33     |                               |
| 2010 | Hoạt Phật Tế Công                                 | Tế Công (Lý Tu Duyên) - Giáng Long La Hán          | Lâm Tử Thông, Cao Hạo, Trần Tử Hàm, Dương Tuyết, Nghiêm Khoan, Hinh Tử, Trương Lượng, Lâm Giang Quốc | 41     |                               |
| 2010 | Bao Thanh Thiên Thất hiệp ngũ nghĩa               | Cẩm Mao Thử (Bạch Ngọc Đường)                      | Kim Siêu Quần, Hà Gia Kính, Phạm Hồng Hiên, Quan Lễ Kiệt | 40     |                               |
| 2011 | Truyền thuyết 12 con giáp                         | Mễ Tuấn Phi                                        | Lý Mạn, Dương Mịch, Thích Tiểu Long, Triệu Nghị, Vu Na, Mưu Phượng Bân, Quách Phẩm Siêu | 34     |                               |
| 2011 | Tần Hương Liên                                    | Trần Thế Mỹ                                        | Viên San San, Lưu Tuyết Hoa | 32     |                               |
| 2011 | Thiên Địa nhân duyên Thất Tiên Nữ                 | Mai Nhược Doanh                                    | Hác Tiểu Lệ, Lưu Dương, Trương Lệ | 50     |                               |
| 2011 | Đại Đường nữ tuần án                              | Liên Đình Phi                                      | Chung Hân Đồng, Vương Cơ, Ô Tĩnh Tĩnh, Diệp Tổ Tân | 30     |                               |
| 2011 | Hoạt Phật Tế Công 2                               | Tế Công (Lý Tu Duyên)/Giáng Long la hán            | Lâm Tử Thông, Diệp Tổ Tân, Hinh Tử, Trương Lượng, Lâm Giang Quốc. | 60     |                               |
| 2012 | Phá án/ Thần thám Lý Thuần Phong                  | Lý Thuần Phong                                     | Triệu Kha, Nhậm Thiên Dã | 26     |                               |
| 2012 | Tây Thi bí sử                                     | Phạm Lãi                                           | Mã Cảnh Đào, Mã Đức Chung, Ô Tĩnh Tĩnh, Triệu Chí Dao, Vũ Đồng | 41     |                               |
| 2012 | Tiết Bình Quý Và Vương Bảo Xuyến                  | Tiết Bình Quý / Đường Tuyên Tông / và Đường Ý Tông | Tuyên Huyên, Lý Tiến Vinh, Trương Lượng, Hinh Tử, Mục Đình Đình, Diệp Tổ Tân | 48     | 55 tập trên Giang Tô TV       |
| 2012 | Hoạt Phật Tế Công 3                               | Tế Công / Diêm Đào                                 | Lâm Tử Thông, Diệp Tổ Tân, Hinh Tử, Trương Lượng, Lâm Giang Quốc,Trần Tử Hàm, Phạm Văn Phương... | 93     | 75 tập ở Hải Ngoại            |
| 2012 | Tiểu Khổng Khổng thông minh                       | Trương Nhạn                                        | | 49     | Cameo                         |
| 2012 | Bí mật bướm xanh                                  | Tịch Tử Côn                                        | Mã Đức Chung, Nghiêm Khoan | 32     |                               |
| 2013 | Thiên Thiên Hữu Hỉ                                | Lưu Phong                                          | Mục Đình Đình, Trần Tử Hàm, Đàm Diệu Văn, Trần Uy Hàn, Từ Thân Đông | 91     |                               |
| 2014 | Trường An tam quái thám                           | Độc Cô Trọng Bình                                  | Choo Ja Hyun, Viên Văn Khang, Mạc Tiểu Kỳ, Lâm Tư Thông | 40     |                               |
| 2014 | Tân Tế Công: Quỷ Diện Quan Âm                     | Tế Công                                            | Lâm Tử Thông, Mục Đình Đình, Trần Tử Hàm, Trần Uy Hàn, Tưởng Nghị, Lưu Đình Vũ, Lâm Tương Bình, Đường Hi | 68     |                               |
| 2014 | Thiếu Lâm Tự truyền kỳ: Tàng Kinh Các             | Hoàng thượng                                       | nhân vật được dựa trên Minh Hy tông cuối đời nhà Minh | 60     |                               |
| 2014 | Huyện Lệnh hoan hỷ                                | Đỗ Vân Đằng                                        | Lâm Tử Thông, Lâm Viên, Ô Tĩnh Tĩnh, Châu Kỳ Kỳ, Doãn Trạch Cường, Long Long | 33     |                               |
| 2016 | Thiên thiên hữu hỉ 2-Nhân gian hữu ái             | Lưu Tứ Hỉ                                          | Mục Đình Đình, Trần Uy Hàn, Quan Trí Bân, Lâm Tử Thông, Lục Dục Lâm, Lưu Đình Vũ, Từ Thân Đông,... | 76     |                               |
| 2016 | Lưu Hải đấu Kim Thiềm                             | Lưu Hải                                            | Mục Đình Đình, Trần Uy Hàn, Đàm Diệu Văn, Lâm Tử Thông, Lục Dục Lâm, Từ Thân Đông | 60     |                               |
| 2016 | Khất Cái hoàng đế và Đại Cước hoàng hậu truyền kỳ | Chu Nguyên Chương                                  | Long Ni, Lưu Đông Kiện | 66     |                               |
| 2016 | Huyện Lệnh hoan hỷ 2                              | Đỗ Vân Đằng                                        | Lâm Tử Thông | 35     | Quay năm 2014                 |
| 2018 | Học viện phong thần                               | Ngải tổng                                          | Trịnh Trạch Lộ | 12     | Web drama, diễn xuất đặc biệt |
| 2018 | Người cha nhỏ ăn chay                             | Tể Gia                                             | Tuyên Huyên | 12     |                               |
| 2018 | Vận mệnh trong tay                                | Tinh Tọa Vương Tử                                  | | 16     | Cameo                         |
| 2018 | Đấu hương                                         | Uông Đại Du                                        | Huỳnh Dịch | 38     |                               |
| 2018 | Hoàng phủ thần y                                  | Hoàng Phủ Mịch                                     | Vương Âu, Phàn Thiếu Hoàng, Tiêu Ân Tuấn | 40     | Quay năm 2014                 |

### Phim điện ảnh
| Năm  | Phim                                | Vai diễn                                             | Bạn diễn                                                               | Ghi chú                                      |
| ---- | ----------------------------------- | ---------------------------------------------------- | ---------------------------------------------------------------------- | -------------------------------------------- |
| 1994 | Đô thị tình duyên                   | Uy Thiếu                                             | Ngô Thanh Liên                                                         | Lúc này diễn xuất với nghệ danh Trần Hạo Văn |
| 1997 | Cổ hoạch thiên đường                |                                                      |                                                                        | Cameo                                        |
| 1999 | Quỷ thỉnh nâm khán hí               | Trần Hạo Dân                                         |                                                                        | Cameo                                        |
| 2001 | Cổ hoặc tử chi xuất vị              | Lục Đậu                                              |                                                                        |                                              |
| 2002 | Tính Salon cuồng tưởng khúc         |                                                      |                                                                        | Cameo                                        |
| 2002 | Duyên nơ bên máy bán nước ngọt      |                                                      |                                                                        |                                              |
| 2005 | Chiến sĩ thái cực                   |                                                      | Khương Đại Vệ                                                          |                                              |
| 2008 | Tiểu Lý Quảng Hoa Vinh              | Hoa Vinh                                             | Chu Hiển Hân, Ngô Tương Nghị , Hà Trung Hoa                            |                                              |
| 2014 | Người Băng                          |                                                      | Chân Tử Đan, Nhậm Đạt Hoa, Huỳnh Thánh Y, Hồ Diệu Huy, Vương Bảo Cường | Cameo                                        |
| 2016 | Long quyền tiểu tử                  | Cha của Lâm Thu Nam                                  | Lâm Thu Nam, Kim Xảo Xảo                                               | Cameo                                        |
| 2016 | Đội bóng tiếu lâm                   | Chuyên gia thương nghiệp Hẳng                        | Chu Kỳ Kỳ, Tô Kiến Tín                                                 |                                              |
| 2016 | Cổ Mộ nữ hữu                        | Hoàng đế                                             | Võ Nghệ, Tôn Diệp, Trương Minh Kiến, Bành Uyển Viên                    |                                              |
| 2017 | Đấu chiến thắng phật                | Tôn Tiểu Phàm / Tôn Ngô Không / Đấu chiến thắng phật | Lâm Tử Thông, Lâm Phong Tùng                                           |                                              |
| 2017 | Mượn mắt                            | Cao Mộc                                              | Tiết Giai Ngưng, Du Nhạc Nhi                                           |                                              |
| 2017 | Thanh thiên hàng yêu                | Bao Hi Nhân                                          | Khám Bôn Bôn, Đồ Lê Mạn, Triệu Phi Yến, Nghiêm Nghệ Đan                |                                              |
| 2018 | Tế Công hàng yêu                    | Tế Công                                              | Trần Quốc Khôn,Lâm Tử Thông                                            |                                              |
| 2018 | Thanh thiên hàng yêu 2              | Bao Hi Nhân                                          | Khám Bôn Bôn, Đồ Lê Mạn, Triệu Phi Yến                                 |                                              |
| 2018 | Tế Công hàng yêu 2                  | Tế Công                                              | Hoàng Lộ Phi                                                           |                                              |
| 2018 | Đối tác giả mạo                     | Tiền Hạo Nam                                         |                                                                        |                                              |
| 2019 | Anh hùng 3 1/2                      |                                                      |                                                                        |                                              |
| 2019 | Khai Phong giáng ma ký              | Bao Chửng                                            | Hà Kì Vĩ, Vu Tâm Nghiên                                                |                                              |
| 2019 | Đường Bá Hổ điểm Thu Hương 2019     | Đường Bá Hổ                                          | Chân Kì, Trần Bách Tường                                               |                                              |
| 2019 | Tế Công hàng yêu 3                  | Tế Công                                              | Từ Thân Đông                                                           |                                              |
| 2019 | Tề Thiên Đại Thánh: Hỏa Diễm sơn    | Tôn Ngô Không                                        | La Mễ                                                                  |                                              |
| 2019 | Truyện Chung Quỳ trừ yêu            | Chung Quỳ                                            |                                                                        |                                              |
| 2019 | Lời nói dối của nhà văn: Cám dỗ     | Tô Vĩ Hùng                                           |                                                                        |                                              |
| 2019 | Tân Sư tử Hà Đông                   | Hà Quý Thường                                        | Hổ Nhiên                                                               |                                              |
| 2019 | Cao thủ tinh tế                     | Ngải tổng                                            |                                                                        |                                              |
| 2019 | Giáng long tổ sư                    | Tống Địch Bá                                         | Tần Hán Lôi, Vu Tâm Nghiên                                             |                                              |
| 2019 | Thiên kiếm tu tiên truyện           | Triệu Lâm                                            | Từ Đông Đông                                                           |                                              |
| 2019 | Tân Bảng Phong Thần                 | Khương Tử Nha                                        |                                                                        |                                              |
| 2020 | Hàng Long đại sư: Ma Long Chú       | Tu Nguyên                                            | Khương Minh Hiên}                                                      |                                              |
| 2020 | Nhị Lang Thần: Nộ thiên thần tướng  | Dương Tiển                                           | Uyển Quỳnh Đan                                                         |                                              |
| 2020 | Tôn Ngộ Không đại chiến Bàn Ti động | Tôn Ngộ Không                                        | La Gia Anh, Lâm Tử Thông, Tưởng Vinh Pháp                              |                                              |
| 2020 | Rats of Di Renjie                   | Địch Nhân Kiệt                                       | Uyển Quỳnh Đan, Trương Đông                                            |                                              |
| 2020 | Nhị Lan Thần: Chiền thần trở về     | Dương Tiển                                           | Uyển Quỳnh Đan, Kim Cương                                              |                                              |
| 2020 | Nam quyền: Anh hùng quật khởi       | Lưu Viễn                                             | Vương Uyển Trung                                                       |                                              |
| 2021 | Cực phẩm quan lại                   | Mã Như Long                                          |                                                                        |                                              |
| 2021 | Tế Công: Hàng Long La Hán           | Tế Công                                              | Trương Sở Huyên                                                        |                                              |
| 2022 | Đông du Truyện                      | Lã Động Tân                                          | Lý Manh Manh                                                           |                                              |